# Tetratiafulvaleno
El tetratiafluvaleno (TTF) es un compuesto organoazufrado de fórmula (C3H2S2)2. Los estudios sobre este compuesto heterocíclico contribuyeron al desarrollo de la electrónica molecular. El TTF está relacionado con el hidrocarburo fulvaleno, (C5H4)2, por la sustitución de cuatro grupos CH por átomos de azufre. Más de 10.000 publicaciones científicas tratan sobre el TTF y sus derivados.

## Preparación
El gran interés que despiertan los TTF ha dado lugar al desarrollo de muchas síntesis de TTF y sus análogos. La mayoría de las preparaciones implican el acoplamiento de bloques de construcción cíclicos C3S2 como el 1,3-ditiol-2-ión o las 1,3-ditiol-2-onas relacionadas. Para el TTF propiamente dicho, la síntesis comienza con el tritiocarbonato cíclico H2C2S2C=S (1,3-ditiol-2-tiona), que se S-metila y luego se reduce para dar H2C2S2CH(SCH3) (1,3-ditiol-2-il metil tioéter), que se trata como sigue:
H2C2S2CH(SCH3) + H[BF4]  → [H2C2S2CH]+[BF4]− + CH3SH
2 [H2C2S2CH]+[BF4]− + 2 N(CH2CH3)3 → (H2C2S2C)2 + 2 [NH(CH2CH3)3]+[BF4]−

## Propiedades redox
El TTF a granel tiene propiedades eléctricas poco destacables. Sin embargo, las sales de sus derivados oxidados, como las sales derivadas del TTF+, presentan propiedades distintivas.
La elevada conductividad eléctrica de las sales de TTF puede atribuirse a las siguientes características del TTF
- su planaridad, que permite el apilamiento π-π de sus derivados oxidados,
- su alta simetría, que favorece la deslocalización de la carga, minimizando así las repulsiones coulómbicas, y
- su capacidad de oxidarse a potenciales suaves para dar lugar a un catión radical estable. Las mediciones electroquímicas muestran que el TTF puede oxidarse dos veces de forma reversible:

TTF → TTF+ + e- (E = 0,34 V)
TTF+ → TTF2+ + e- (E = 0,78 V, frente a Ag/AgCl en solución de CH3CN)
Cada anillo de ditiolilideno en TTF tiene 7π electrones: 2 por cada átomo de azufre, 1 por cada átomo de carbono sp2. Por lo tanto, la oxidación convierte cada anillo en una configuración aromática de 6π electrones, dejando en consecuencia el doble enlace central esencialmente como un enlace simple, ya que todos los π-electrones ocupan orbitales del anillo.

## Historia

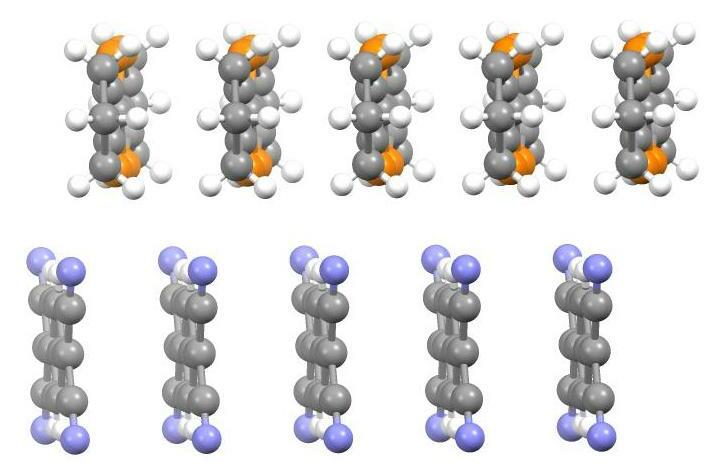
Vista en planta de una porción de la estructura cristalina de la sal de transferencia de carga hexametilenoTTF/TCNQ, en la que se destaca el apilamiento segregado.

La sal [TTF+]Cl−  se informó que era un semiconductor en 1972. Posteriormente, se demostró que la sal de transferencia de carga [TTF]TCNQ era un semiconductor de banda estrecha. Los estudios de difracción de rayos X de [TTF][TCNQ] revelaron apilamientos de moléculas de TTF parcialmente oxidadas adyacentes a apilamientos aniónicos de moléculas de TCNQ. Este motivo de "apilamiento segregado" fue inesperado y es el responsable de sus propiedades eléctricas distintivas, es decir, su conductividad eléctrica elevada y anisótropa. Desde estos primeros descubrimientos, se han preparado numerosos análogos de la TTF. Entre los análogos más estudiados se encuentran el tetrametiltetratiafulvaleno (Me4TTF), los tetrametilselenafulvalenos (TMTSF) y el bis(etilenditio)tetrathiafulvaleno (BEDT-TTF, CAS [66946-48-3]). Varias sales de tetrametiltetratiafulvaleno (llamadas sales de Fabre) tienen cierta relevancia como superconductores orgánicos.

## Otras lecturas
- Rovira, C. (2004). «Bis(ethylenethio)tetrathiafulvalene (BET-TTF) and Related Dissymmetrical Electron Donors: From the Molecule to Functional Molecular Materials and Devices (OFETs)». Chemical Reviews 104 (11): 5289-5317. PMID 15535651. doi:10.1021/cr030663+.
- Iyoda, M; Hasegawa, M; Miyake, Y (2004). «Bi-TTF, Bis-TTF, and Related TTF Oligomers». Chemical Reviews 104 (11): 5085-5113. PMID 15535643. doi:10.1021/cr030651o.
- Frere, P.; Skabara, P. J. (2005). «Salts of Extended Tetrathiafulvalene analogues: relationships Between Molecular Structure, Electrochemical Properties and Solid State Organization». Chemical Society Reviews 34 (1): 69-98. PMID 15643491. doi:10.1039/b316392j.
- Gorgues, Alain; Hudhomme, Pietrick; Salle, Marc. (2004). «Highly Functionalized Tetrathiafulvalenes: Riding along the Synthetic Trail from Electrophilic Alkynes». Chemical Reviews 104 (11): 5151-5184. PMID 15535646. doi:10.1021/cr0306485.
- Physical properties of Tetrathiafulvalene from the literature.